# メルキオール・ホフマン

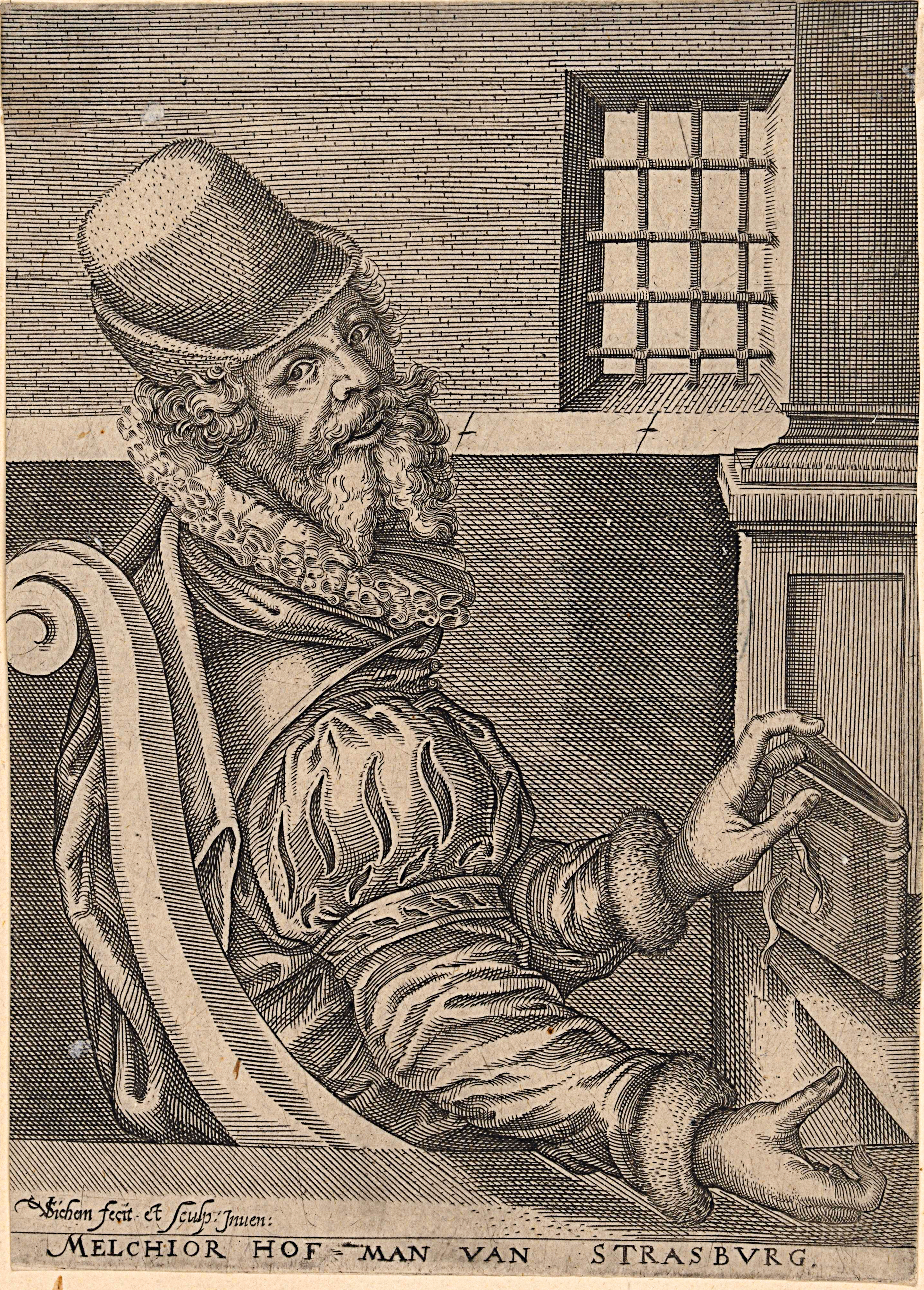
メルキオール・ホフマン

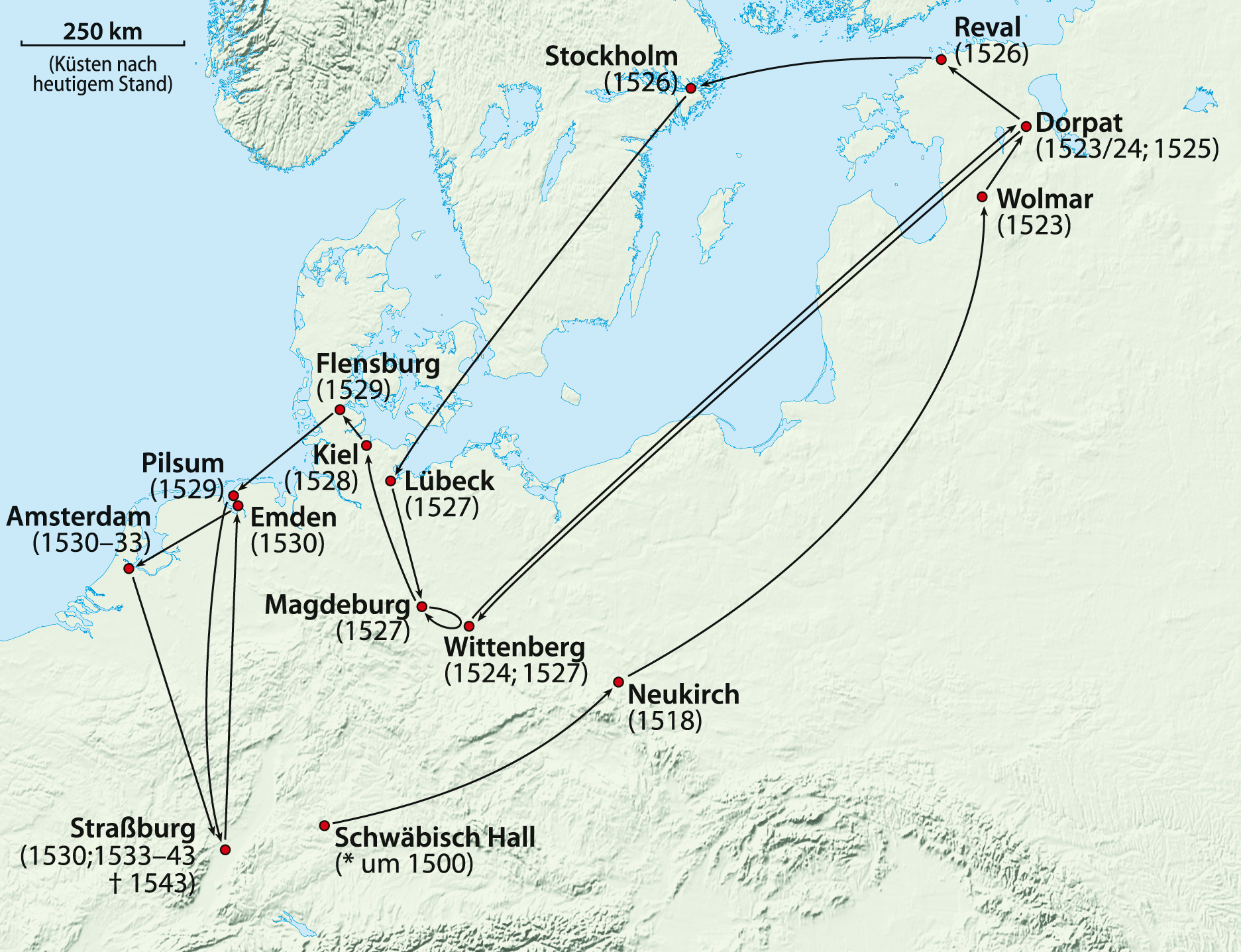
メルキオール・ホフマンの行動経路

メルキオール・ホフマン（Melchior Hofmann、1500年頃 - 1543年）は、ドイツのルター派説教者であり、後に再洗礼派の預言者となった人物である。バルト海沿岸地域を中心に活動し、特にその終末論的預言と、過激な再洗礼派運動への影響で知られる。

## 初期とルター派への傾倒
ホフマンは、1500年頃にシュヴァーベン地方のシュトラウスベルク（現在のドイツ、バイエルン州）で生まれたとされている。その生い立ちについては不明な点が多いものの、革職人としての教育を受けたと推測されている。1525年頃には、ルターの教えに触れて福音主義に傾倒し、その熱心な支持者となった。彼は説教者として各地を巡り、特にバルト海沿岸のリヴォニア（現在のエストニアおよびラトビアの一部）やスウェーデンで活動した。しかし、彼の説教は次第にルター派の正統から逸脱し始め、聖餐に関する独自の解釈や、終末論的な預言を強調するようになったため、ルター派の指導者たちとの間で摩擦が生じた。

## 再洗礼派への転向と預言活動
1529年頃には、ホフマンは再洗礼派の思想に深く共鳴するようになる。特に、イエス・キリストの受肉に関する教義において、マリアがキリストの単なる「器」であったとする独特の理解（ドケティズムに近い）を持つに至った。彼はストラスブールに拠点を移し、そこで再洗礼派の指導者たちと交流を深めたが、その終末論的な見解と過激な預言は、当時の再洗礼派内部でも物議を醸した。
ホフマンは、1533年がキリストの再臨の年であり、ストラスブールが新しいエルサレムとなると預言した。この預言は多くの支持者を集め、特にネーデルラント地方において、彼の教えは大きな影響力を持った。ヤン・マティスやヤン・ファン・ライデンといった人物は、ホフマンの終末論的預言に触発され、ミュンスター再洗礼派の蜂起へと繋がる過激な運動を展開した。

## 逮捕と死
ホフマンの活動は、当時の宗教的・政治的権力者にとって脅威とみなされた。1533年、彼はストラスブールで逮捕され、投獄された。当局は彼を異端者とみなし、彼の教えが社会秩序を乱すことを懸念した。ホフマンは獄中で自らの預言の実現を待ち続けたが、彼の預言は成就しなかった。彼は釈放されることなく、1543年にストラスブールの牢獄で死去した。
メルキオール・ホフマンの思想と活動は、16世紀の宗教改革期における再洗礼派運動、特にミュンスターの悲劇に大きな影響を与えた。彼の預言とカリスマは、多くの人々を惹きつけ、その後のプロテスタント改革史において重要な役割を果たした。

## 関連作品
- 『Q』 - 歴史小説　作者：ルーサー・ブリセット、翻訳:さとう ななこ　東京創元社